# Birnbaum auf dem Walserfeld
Der Birnbaum auf dem Walserfeld, meist Walser Birnbaum genannt, ist ein symbolbehafteter Baum südwestlich der Stadt Salzburg nahe der Ortschaft Gois in der Gemeinde Wals-Siezenheim. Um den im 16. Jahrhundert erstmals erwähnten, auf freiem Feld stehenden Baum ranken sich mehrere Sagen, auch steht er im Zusammenhang mit der Schlacht am Walserfeld und ist im Wappen der Gemeinde abgebildet. Der Walser Birnbaum wurde im Laufe der Zeit mehrmals neu gepflanzt, der 1887 gesetzte Baum war von 1932 bis zu seinem Ende um 2015 als Naturdenkmal ausgewiesen. Die nicht mehr geschützte Neupflanzung befindet sich etwas versetzt beim Denkmal zur Schlacht am Walserfeld.

## Platzierung
Der alte, bis 2014/2015 bestehende Baum stand zusammen mit einer Sitzbank und einem aus zwei Steinsäulen bestehenden Denkmal auf einem Erdhügel minimal erhöht. Er war von einer quadratischen Stein-Holz-Reling und einer kleinen Böschungsmauer umgeben. 
Der neue Birnbaum hatte zum Zeitpunkt seiner Einpflanzung 2015 bereits etwa 4 m Kronendurchmesser und war an die 5 m hoch. Er steht wiederum etwas erhöht etwa 300 Meter von der alten Position entfernt an den Koordinaten 47,78043° N, 12,97072° O. Der Stamm des Neuen Walser Birnbaums ist von einer kreisförmigen Sitzbank umgeben und der gesamte Sitzbereich von einer ebenfalls kreisförmigen, aus Stein und Eisen gefertigten Reling. Auf einem anschließenden gepflasterten Platz steht, versehen mit zwei Buschgruppen, das Denkmal zur Schlacht am Walserfeld.

## Geschichte

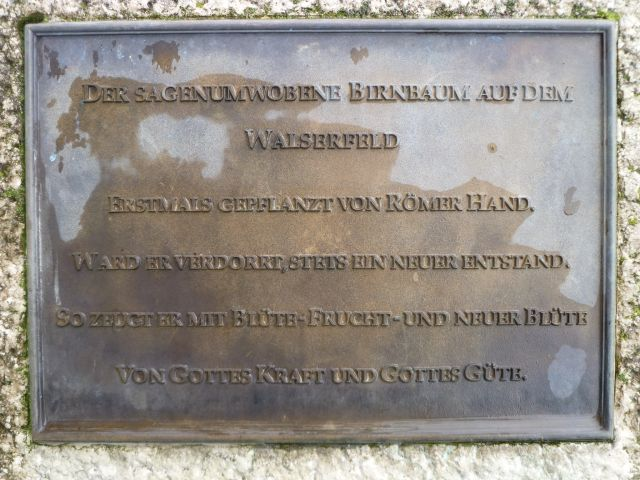
(Ehemalige) Gedenktafel beim Birnbaum auf dem Walserfeld

Der Baum tritt erstmals 1564 urkundlich in Erscheinung. Ein gewisser Lazarus Gitschner, ehemaliger Knecht des Stadtschreibers von Reichenhall, soll auf seinem Sterbebett berichtet haben, einst habe ihm ein Mönch das Innere des Untersbergs gezeigt und auf den Birnbaum hingewiesen, bei dem einmal eine große Schlacht stattfinden werde. Damals dürfte also schon ein markanter Baum am Walserfeld gestanden haben. Ein Brixner-Büchlein aus dem Jahr 1782 berichtet von einem sagenhaften ausgedorrten Birnbaum in Wals. Auch Ludwig Bechstein greift diese Sage im Jahr 1840 in den von ihm niedergeschriebenen Sagen auf. 
Der Baum des 19. Jahrhunderts soll an die Schlacht am Walserfeld erinnert haben, die zwischen französischen und kaiserlich-österreichischen Truppen vom 12. bis 14. Dezember 1800 ausgefochten wurde. Die siegreichen Franzosen marschierten in das eigentlich neutrale Salzburg ein, und plünderten Stadt und Umland. 1803 übergab der seinerzeit schon nach Wien geflohene Fürsterzbischof Colloredo das Erzbistum dann an Österreich. Nach dieser Zeit galt der Baum als vermutlich bayernfreundliches, politisches Symbol, wobei der genaue Zusammenhang mit der Napoleonschlacht unklar ist. 
Überregional bekannt wurde der Baum wohl durch die Ballade Der Birnbaum auf dem Walserfeld (1831) des Dichters und Naturforschers Adelbert von Chamisso. 1848 versuchte König Ludwig von Bayern den Baum dem damaligen Besitzer, dem Siglbauern, abzukaufen, um ihn einzuzäunen und vor Anschlägen zu schützen. Der hielt das für gänzlich unwahrscheinlich, weil er eine im Volksglauben verhaftete Verehrung annahm, und bekam eine jährliche Zahlung für die Pflege. Der Baum wurde aber in der Nacht des 30. April zum 1. Mai 1872 von Unbekannten angesägt. Eine Woche später fiel er einem Sturm zum Opfer. Das Attentat erregte seinerzeit „über die Grenzen Österreichs hinaus Aufsehen und Empörung“. Die Tat wird einem Kärntner und antibayerischen „Wirrkopf“ namens Johann Wicherl zugeschrieben. Dass der Siglbauer selbst den Baum umsägte, „weil ihm die vielen Verehrer des Baumes die Felder zertraten“, gilt als unplausibel. Verdächtigt wurden damals auch zwei einheimische Burschen, die in Verkennung des Philippibrauches (nach dem heute noch der Maibaum gestohlen wird) den Baum umschlagen wollten.
1874 erwarb der k.u.k. Regimentsarzt im Reichskriegsministerium in Wien, Heinrich Wallmann, seinerzeit unter dem Dichternamen Heinrich von der Mattig bekannt, vom Siglbauern ein Grundstück etwa 30 Meter entfernt, um mit Genehmigung der Gesellschaft für Salzburger Landeskunde einen neuen Baum zu setzen. Ein Major Skuppa pflanzte 1875 in feierlicher Form einen wilden Birnbaum. Dieser Baum fiel aber am 2. September 1883 einem Sturm zum Opfer. Das Grundstück steht als das des Birnbaums bis heute im Grundbuch.
Der zuletzt bestehende Baum wurde im Frühjahr 1887 von Heinrich Wallmann und dem Salzburger Historiker Franz Valentin Zillner gepflanzt. Er ging laut Testament samt dem Grundstück per 9. Mai 1899 in Besitz der Stadt Salzburg über. 1932 wurde er zum Naturdenkmal erklärt. Da es in der NS-Zeit zu einer Umdeutung der Endschlacht-Sage kam und der Birnbaum als altgermanischer „Thingbaum“ deklariert wurde, sollte er nach dem Krieg von den Amerikanern gefällt werden, wovon aber Abstand genommen wurde, als man sah, wie wenig imposant der Baum eigentlich ist. Per 11. September 1970 schenkte die Stadt Salzburg den Baum der Gemeinde Wals-Siezenheim, zu deren Gemeindesymbol er geworden war.
Das Exemplar war wohl ebenfalls ein Birnenwildling. Er war zuletzt mehrere Jahre lang von einem Pilz befallen und hatte nach Expertenmeinung sein natürliches Lebensalter erreicht. Für den nächsten Baum wurde vorgesorgt, indem in einer oberösterreichischen Gärtnerei einige Jahre zuvor ein Mostbirnbaum erworben wurde. Da heute Umpflanzungen auch älterer Bäume problemlos möglich sind, war bei der Nachpflanzung gleich ein stattliches Exemplar vorhanden. Der neue Baum wurde am 3. Dezember 2015 am Ederweg eingesetzt und am 30. April 2016 feierlich eingeweiht.

## Symbolik
Schon vor dem Ersten Weltkrieg war geplant, ein großes Nationaldenkmal zu errichten, was wegen der Kriegswirren nicht mehr zustande kam. Der Walser Birnbaum wurde dann mit Bescheid des Landes Salzburg vom 30. Mai 1932, Zl. 449/1-III-1932 zum Naturdenkmal erklärt (NDM00014). Der neue, 2015 gepflanzte Baum ist nicht mehr als solches ausgewiesen.
Der Birnbaum gilt heute als das Gemeindezeichen von Wals-Siezenheim. In der Blasonierung des Gemeindewappens ist er beschrieben als „ein natürlicher, grüner, gelbbefruchteter Birnbaum“. Den Hintergrund bildet der Untersberg. Das Wappen wurde 1948 verliehen.
Im Jahr der Fußballeuropameisterschaft 2008 wurde im Kreisverkehr an der Autobahnabfahrt Salzburg-West an der Einfahrt nach Wals eine Skulptur mit dem Walser Birnbaum in Bronze von Steinmetz Harald Leitner aufgestellt. Der Baum steht in einer Gitterschale aus Niro-Rohr nach den Kanten eines Fußballkörpers und trägt, wie urkundlich erwähnt, sechs Birnen. Allerdings existiert in Wals auch eine Wappenabbildung mit sieben Birnen. In der Nacht auf Samstag, 20. Juni 2015 wurde eine Birne der Skulptur gestohlen. Wenige Tage später brachte sie der Dieb wieder zurück.
Aus dem Holz des 1872 gestorbenen Walser Birnbaums ist für Kronprinz Rudolf, der seine Frau Stephanie von Belgien 1881 auf Salzburger Boden begrüßte, ein Schrank als Hochzeitsgeschenk gefertigt worden. Die Schnitzerei stammte vom Halleiner Kunstschnitzer A. Baumann, stellt die Unterbergsage dar, und ist nicht mehr vollständig erhalten.
Ein Briefbeschwerer aus dem Holz ging an den deutschen Kaiser Wilhelm anlässlich eines Kuraufenthaltes in Badgastein. Der Wurzelstock dieses Baums ist im Salzburg Museum aufbewahrt. Ältere Baumexemplare sind nicht erhalten.

## Sagen
Die Existenz eines Birnbaumes auf dem Walserfeld wird bis auf die Römerzeit zurückgeführt. Hier soll um 476 n. Chr. ein Baum gesprossen haben, der mit dem Blut von zehn dem Jupiter geopferten Germanenkindern getränkt war. Der Heerführer Odoaker soll auf seinem Weg nach Italien Zeuge dieser Tat gewesen sein. Die zurückkehrenden Germanen sollen die Samen des inzwischen erwachsenen Baumes mitgenommen haben, und der Walser Birnbaum sei so Stammvater aller Birnbäume Deutschlands geworden. Das Alter dieser Ritualmordgeschichte ist unbekannt.
Um den Baum rankt sich auch die Sage, nach der Karl der Große, der im Untersberg schlafen soll, dereinst auf dem Walserfeld die Endschlacht zwischen Gut und Böse schlagen wird. Wenn also eines Tages die Raben nicht mehr um den Gipfel des Untersbergs fliegen und „die Not im Reich am größten ist“, wird der Kaiser aufwachen und mit seinem Gefolge zum Birnbaum auf dem Walserfeld zum letzten Kampf reiten, bei dem (hoffentlich) das Böse vernichtet und das Gute siegen wird. Doch wenn das Böse gewinnt, wird es, laut der Sage, Feuer regnen, und die Reiter der Hölle werden dem Boden entsteigen und die Seelen aller sammeln.
Bei den um den Gipfel des Untersbergs fliegenden Rabenvögeln handelt es sich um Bergdohlen. Auch diese Sage hat einen historischen Kern: Im Salzburger Dom hat im Oktober 803 eine Provinzialsynode unter dem Vorsitz Karls des Großen stattgefunden. Karl der Große war dem damaligen Salzburger Bischof Arn sehr gewogen, dieser gehörte etwa auch 811 zum Kreis der Zeugen, vor denen Karl der Große sein Testament gemacht hat. Die Sage vom Kaiser im Untersberg findet eine Parallele in der ungefähr gleichlautenden Erzählung über Kaiser Barbarossa, der im Kyffhäuser ebenfalls auf den Jüngsten Tag warten soll.
Nach einer weiteren Version der Sage wird der Enkel Barbarossas, Kaiser Friedrich II., welcher im Trifels oder im Ätna (auf Sizilien) schläft, das Gute auf dem Walserfeld in die letzte Schlacht mit dem Bösen führen. Die inhaltlich, zeitlich und lokal unterschiedlich auftretenden Versionen der Sage haben offensichtlich alle ihren Ursprung im lange vorherrschenden Volksglauben an die Rückkehr eines Friedenskaisers.
Neben diesen endzeitlichen Assoziationen sind auch volksgläubige Geschichten überliefert. So glaubte man noch im 19. Jahrhundert, dass „wer den Birnbaum fällt, keines natürlichen Todes stirbt und auch keine männlichen Nachfahren haben werde.“ Es bestanden also auch Aspekte eines Fruchtbarkeitssymbols.